# 聂祚仁
聂祚仁（1963年1月15日—）是一位中国难熔金属粉末冶金和铝合金领域专家。现任北京工业大学教授、校长。2017年当选中国工程院院士。

## 生平
1963年出生于湖南省长沙市，1983年武汉理工大学本科毕业。1994年、1997年先后获中南工业大学（现中南大学）硕士、博士学位。